# برت دایر
برت دایر (انگلیسی: Brett Dier؛ زادهٔ ۱۴ فوریهٔ ۱۹۹۰) یک هنرپیشه کانادایی است. او بیشتر برای بازی در نقش مایکل کوردرو جونیور در سریال جین باکره شناخته می‌شود. او همچنین برای نقش‌های تکراری‌اش در برنامه‌های تلویزیونی کانادایی دختران بمب و مجتمع لس آنجلس و اخیراً برای نقش اصلی‌اش به عنوان "C.B" در کمدی سیتکام شرکت پخش رسانه‌ای آمریکا مدرسه شناخته می‌شود.

## اوایل زندگی
دایر در ۱۴ فوریه ۱۹۹۰ در لندن، انتاریو، انتاریو به دنیا آمد. او با یک خواهر بزرگتر و یک برادر کوچکتر بزرگ شد. او در تکواندو دان کمربند مشکی را به‌عنوان بداهه آموخت. او از سن ۴ سالگی به کلاس ششم هنرستان موسیقی در پیانو از جمله روش سوزوکی رسید. او همچنین گیتار می‌نوازد. دیر برای کارش افتخاراتی دریافت کرد. او همچنین بریک دانس می‌کند و شنا می‌کند.

## زندگی شخصی
در آوریل ۲۰۱۸، بازیگر آمریکایی هیلی ریچاردسون فاش کرد که او و دایر نامزد کرده‌اند و از او خواستگاری کرده‌اند. آنها حداقل از سال ۲۰۱۲ با هم رابطه داشتند. او به مدرسه ابتدایی در مدرسه غوطه وری فرانسوی لرد رابرتز رفت.

## فیلم‌شناسی
| سال  | عنوان                                      | نقش                     | یادداشت    |
| ---- | ------------------------------------------ | ----------------------- | ---------- |
| ۲۰۰۷ | نزاع در سیاتل                              | معترض شماره ۲           |            |
| ۲۰۱۰ | آقای گیسی عزیز                             | مارکوس                  |            |
| ۲۰۱۰ | دفترچه خاطرات یک پسربچه بی‌عرضه (فیلم ۲۰۱۰) | زنگ تفریح رقصنده دهه ۸۰ |            |
| ۲۰۱۳ | باربی (مجموعه تلویزیونی)                   | دیلون / شاهزاده سیگفرید | صدا        |
| ۲۰۱۳ | کلیسای عروسی                               | لری جوان                |            |
| ۲۰۱۴ | رحمت                                       | براد                    |            |
| ۲۰۱۴ | پوکر نایت                                  | کارآگاه جدید            |            |
| ۲۰۱۵ | اکستر (فیلم)                               | براد                    |            |
| ۲۰۱۸ | عکس‌های فوری                                | زی                      |            |
| ۲۰۱۸ | رمانتیک جدید                               | یعقوب                   |            |
| ۲۰۱۸ | "روایت آفرینش در انجیل"                    | تاد                     |            |
| ۲۰۲۱ | پس از یانگ                                 | هارون                   |            |
| ۲۰۲۲ | تازه                                       | چاد                     |            |
| TBA  | درباره پدرم                                | داگ کالینز              | فیلمبرداری |

| سال       | عنوان                               | نقش                      | یادداشت                                                                            |
| --------- | ----------------------------------- | ------------------------ | ---------------------------------------------------------------------------------- |
| ۲۰۰۶      | خانواده پنهان                       | مت پترسون                | فیلم تلویزیونی                                                                     |
| ۲۰۰۶      | رازهای خانه راحتی                   | بردلی                    | فیلم تلویزیونی                                                                     |
| ۲۰۰۷      | "هفده و گمشده"                      | کوین جانزن               | فیلم تلویزیونی                                                                     |
| ۲۰۰۷      | کایا                                | جیک                      | اپیزود: "تو همیشه نمی‌توانی به آنچه می‌خواهی برسید"                                  |
| ۲۰۰۷      | بیگانگان در آمریکا                  | نوجوان شماره ۱           | قسمت: "شوخی جونیور"                                                                |
| ۲۰۰۸      | اسمالویل                            | جایگزین سوپرمن           | قسمت: "آخرالزمان"                                                                  |
| ۲۰۰۸      | هر ثانیه محسوب می‌شود                | کادن                     | فیلم تلویزیونی                                                                     |
| ۲۰۰۸      | از خودش بترس                        | درک ادلوند               | قسمت: پوست و استخوان                                                               |
| ۲۰۰۹      | مسابقه فانتوم                       | تاز                      | فیلم تلویزیونی                                                                     |
| ۲۰۰۹      | نیروها                              | ریچارد                   | قسمت: "جنگل گرامپ"                                                                 |
| ۲۰۱۰      | "طوفان شهابی"                       | جیسون                    | فیلم تلویزیونی                                                                     |
| ۲۰۱۰      | سوپرنچرال                           | دیلن                     | قسمت: "۹۹ مشکلات"                                                                  |
| ۲۰۱۰      | وی (مجموعه تلویزیونی)               | جیمز می                  | قسمت: "جان می"                                                                     |
| ۲۰۱۰      | گوبلین                              | مت                       | فیلم تلویزیونی                                                                     |
| ۲۰۱۰      | "ساخته شده… فیلم"                   | مارشال                   | فیلم تلویزیونی                                                                     |
| ۲۰۱۱      | شکسته شده                           | جونا سیمز                | قسمت: "کلید بدون قفل"                                                              |
| ۲۰۱۱      | "شب بخیر عدالت"                     | منشی جوان                | فیلم تلویزیونی                                                                     |
| ۲۰۱۱      | "طوفان ارواح"                       | غارت                     | فیلم تلویزیونی                                                                     |
| ۲۰۱۱      | "مگا سیکلون"                        | ویل نیومار               | فیلم تلویزیونی                                                                     |
| ۲۰۱۱      | آخر بازی                            | کیچ هاکسلی               | قسمت: "ملکه سفید"                                                                  |
| ۲۰۱۱      | مرز جنون (مجموعه تلویزیونی)         | جیمی دی                  | اپیزود: فرار، جیمی، فرار کن                                                        |
| ۲۰۱۱–۲۰۱۳ | آقای. جوان                          | هاچ اندرسون              | نقش تکراری، ۷ قسمت                                                                 |
| ۲۰۱۲      | Blackstone                          | جیک                      | قسمت: "بخشش"                                                                       |
| ۲۰۱۲      | دایره راز                           | کایل                     | قسمت: "قربانی"                                                                     |
| ۲۰۱۲      | مجتمع لس آنجلس                      | براندون کلی              | ۷ قسمت                                                                             |
| ۲۰۱۳      | امیلی اونز، دکتر                    | هنری                     | قسمت: "امیلی و… آزمایش اجتماعی"                                                    |
| ۲۰۱۳      | دختران بمب                          | جین کوربت                | ۴ قسمت نامزد – جایزه لیو برای بهترین اجرای مهمان توسط یک سریال دراماتیک مرد (2014) |
| ۲۰۱۳      | دروغ‌گوهای کوچک زیبا                 | لوک متسون                | قسمت: «دنیای جدید قبر»                                                             |
| ۲۰۱۳–۲۰۱۴ | ریونسوود                            | لوک متسون                | بازیگران اصلی                                                                      |
| ۲۰۱۳      | «هیولاهای قدرتمند در هالووین ویران» | یعقوب                    | فیلم تلویزیونی                                                                     |
| ۲۰۱۳      | «هیولاهای توانا در حوا ترس‌های جدید» | یعقوب                    | فیلم تلویزیونی                                                                     |
| ۲۰۱۴      | «راز غم‌انگیز»                       | برایان                   | فیلم تلویزیونی                                                                     |
| ۲۰۱۴–۲۰۱۹ | جین باکره                           | Det. مایکل کوردرو جونیور | ۶۵ قسمت؛ بازیگران اصلی (فصل 1-3A, ۵); ستاره مهمان (فصل ۴)                          |
| ۲۰۱۵      | بک استروم                           | آرچی دانفورث             | اپیزود: «اژدها کش»                                                                 |
| ۲۰۱۹–۲۰۲۰ | مدرسه                               | C.B.                     | نقش اصلی ۳۴ قسمت                                                                   |